# Front de Forces Socials
El Front de Forces Socials (FFS) és un partit polític de Burkina Faso. El candidat del FFS Norbert Tiendrébéogo va córrer a les eleccions presidencials del 13 de novembre del 2005, quedant 7è dels 13 candidats amb l'1,61% dels vots.